# Oxypetalum campestre
Oxypetalum campestre là một loài thực vật có hoa trong họ La bố ma. Loài này được (Vell.) Decne. mô tả khoa học đầu tiên năm 1844.